# Mojo (Bringin)
Mojo is een bestuurslaag in het regentschap Ngawi van de provincie Oost-Java, Indonesië. Mojo telt 1985 inwoners (volkstelling 2010).